# Dominik Solecki
Dominik Solecki (ur. 17 lipca 1990 w Poznaniu) – polski futsalista, reprezentant Polski w futsalu, obecnie zawodnik Piasta Gliwice, dwukrotny mistrz Polski 2009/10 oraz 2011/12, wicemistrz Polski 2012/13, uczestnik Akademickich Mistrzostw Świata 2012 oraz fazy grupowej UEFA Futsal Cup 2011/12, akademicki mistrz Polski 11/12, uczestnik UEFA Futsal EURO 2018.

## Kariera klubowa
Pierwszym klubem w karierze Soleckiego była Akademia FC Pniewy, z którą w swoim debiutanckim sezonie 2009/2010 zdobył tytuł Mistrza Polski. Kolejny sezon spędził w pierwszoligowym KS Gniezno. Po zakończeniu sezonu powrócił do swojego pierwszego klubu i po raz kolejny wywalczył mistrzostwo Polski. Po rozpadzie Akademii FC trafił do Red Devils Chojnice, z którym zdobył wicemistrzostwo Polski. W całym sezonie 2012/2013 zdobył dla swojej drużyny dziewięć bramek. W sezonie 2013/2014 z jedenastoma bramkami został najlepszym strzelcem w Red Devils. W sezonie 2014/2015 był zawodnikiem Red Dragons Pniewy, a w lipcu 2015 roku przeszedł do Pogoni 04 Szczecin. Od sezonu 2021/2022 występuje w KS Futsal Leszno

## Kariera reprezentacyjna
W 2012 r. został powołany do akademickiej reprezentacji Polski na Akademickie Mistrzostwa Świata 2012 rozgrywane w Portugalii. We wszystkich meczach mistrzostw świata zdobył dwie bramki, a Polska zajęła dziesiąte miejsce. Do pierwszej reprezentacji Polski pierwszy raz został powołany przez selekcjonera Klaudiusza Hirscha na towarzyskie spotkania z Mołdawią. Kolejne powołanie otrzymał na towarzyski dwumecz przeciwko Portugalii. Miesiąc później zdobył swojego pierwszego gola w barwach Reprezentacji przeciwko Ukrainie, w dwumeczu rozgrywanym we Lwowie. W czerwcu 2013 roku nowy trener Reprezentacji Polski - Włoch Andrea Bucciol powołał Soleckiego na Turniej Czterech Państw w Newcastle (Anglia). Ostatecznie Kadra Polski zajęła drugie miejsce w turnieju po wygranych meczach z Anglii oraz Malezją i przegranym meczu z USA.

### Mecze w reprezentacji Polski
| l.p. | Data                 | Przeciwnik | Rezultat | Rozgrywki     | Uwagi     |  |
| ---- | -------------------- | ---------- | -------- | ------------- | --------- |  |
| 1.   | 5 grudnia 2012       | Mołdawia   | 6-0      | towarzyski    |           |  |
| 2.   | 6 grudnia 2012       | Mołdawia   | 0-0      | towarzyski    |           |  |
| 3.   | 8 stycznia 2013      | Portugalia | 1-3      | towarzyski    |           |  |
| 4.   | 9 stycznia 2013      | Portugalia | 0-5      | towarzyski    |           |  |
| 5.   | 10 lutego 2013       | Ukraina    | 0-3      | towarzyski    |           |  |
| 6.   | 11 lutego 2013       | Ukraina    | 2-6      | towarzyski    | Gol       |  |
| 7.   | 6 czerwca 2013       | Malezja    | 6-1      | towarzyski    |           |  |
| 8.   | 8 czerwca 2013       | Anglia     | 2-1      | towarzyski    |           |  |
| 9.   | 9 czerwca 2013       | USA        | 2-4      | towarzyski    |           |  |
| 10.  | 2 września 2013      | Węgry      | 2-1      | towarzyski    |           |  |
| 11.  | 3 września 2013      | Słowacja   | 0-3      | towarzyski    |           |  |
| 12.  | 4 września 2013      | Czechy     | 3-5      | towarzyski    |           |  |
| 13.  | 29 października 2013 | Słowenia   | 2-2      | towarzyski    |           |  |
| 14.  | 30 października 2013 | Słowenia   | 1-5      | towarzyski    |           |  |
| 15.  | 16 listopada 2013    | Gibraltar  | 13-1     | towarzyski    | Gol · Gol |  |
| 16.  | 17 listopada 2013    | Turcja     | 4-1      | towarzyski    |           |  |
| 17.  | 19 listopada 2013    | Białoruś   | 3-5      | towarzyski    |           |  |
| 18.  | 15 września 2014     | Czechy     | 3-4      | towarzyski    |           |  |
| 19.  | 16 września 2014     | Słowacja   | 4-7      | towarzyski    |           |  |
| 20.  | 17 września 2014     | Węgry      | 2-0      | towarzyski    |           |  |
| 21.  | 25 października 2014 | Walia      | 8-1      | towarzyski    | Gol       |  |
| 22.  | 26 października 2014 | Grecja     | 6-1      | towarzyski    |           |  |
| 23.  | 28 października 2014 | Słowenia   | 3-4      | towarzyski    |           |  |
| 24.  | 1 grudnia 2014       | Holandia   | 2-2      | towarzyski    |           |  |
| 25.  | 3 grudnia 2014       | Włochy     | 3-4      | towarzyski    |           |  |
| 26.  | 4 stycznia 2015      | Estonia    | 6-1      | towarzyski    |           |  |
| 27.  | 5 stycznia 2015      | Mołdawia   | 2-0      | towarzyski    |           |  |
| 28.  | 7 stycznia 2015      | Macedonia  | 3-2      | towarzyski    |           |  |
| 29.  | 9 lutego 2015        | Rosja      | 0-6      | towarzyski    |           |  |
| 30.  | 10 lutego 2015       | Rosja      | 0-6      | towarzyski    |           |  |
| 31.  | 18 marca 2015        | Białoruś   | 0-0      | Eliminacje ME |           |  |
| 32.  | 19 marca 2015        | Finlandia  | 2-3      | Eliminacje ME |           |  |
| 33.  | 21 marca 2015        | Włochy     | 3-6      | Eliminacje ME |           |  |
| 34.  | 2 września 2015      | Czechy     | 2-5      | towarzyski    |           |  |
| 35.  | 3 września 2015      | Węgry      | 6-2      | towarzyski    | Gol       |  |
| 36.  | 4 września 2015      | Słowacja   | 1-1      | towarzyski    |           |  |